# クラウディア・カチョロフスカ
クラウディア・カチョロフスカ（Klaudia Kaczorowska、女性、1988年12月20日 - ）は、ポーランドのバレーボール選手。ポーランド代表。

## 来歴
2006年、ポーランド代表に初選出される。2007年にPTPSピワへ入団し、プロとしてのキャリアをスタートさせる。同年のワールドカップに出場し、国際大会デビューを果たす。2009年にはワールドグランプリ、欧州選手権などに出場した。
2012-13シーズンからはアトム・トレフル・ソポトへ移籍し、欧州チャンピオンズリーグなどに出場した。2014年、代表へ復帰するとヨーロッパリーグで銅メダルを獲得、ワールドグランプリではレギュラーとして活躍した。

## 球歴
- ワールドカップ - 2007年
- 欧州選手権 - 2009年、2011年
- ワールドグランプリ - 2009年、2010年、2011年、2014年

## 所属クラブ
- PTPSピワ（2007-2010年）
- ムシニアンカ・ムシナ（2010-2011年）
- BKS Stal Bielsko-Biała（2011-2012年）
- アトム・トレフル・ソポト（2012-2016年）
- DevelopRes SkyRes Rzeszów（2016-2018年）
- Enea PTPS Piła（2018-2019年）
- PAOK Thessaloniki（2019-2020年）
- Grupa Azoty Roleski PWSZ Tarnów（2020-2021年）
- AS Monaco（2021-2023年）